# Shirinsky (huyện)
Huyện Shirinsky (tiếng Nga: ? райо́н) là một huyện hành chính tự quản (raion), của Khakassia, Nga. Huyện có diện tích 20106 km², dân số thời điểm ngày 1 tháng 1 năm 2000 là 34700 người. Trung tâm của huyện đóng ở Shira.